# Machine à prévoir les marées

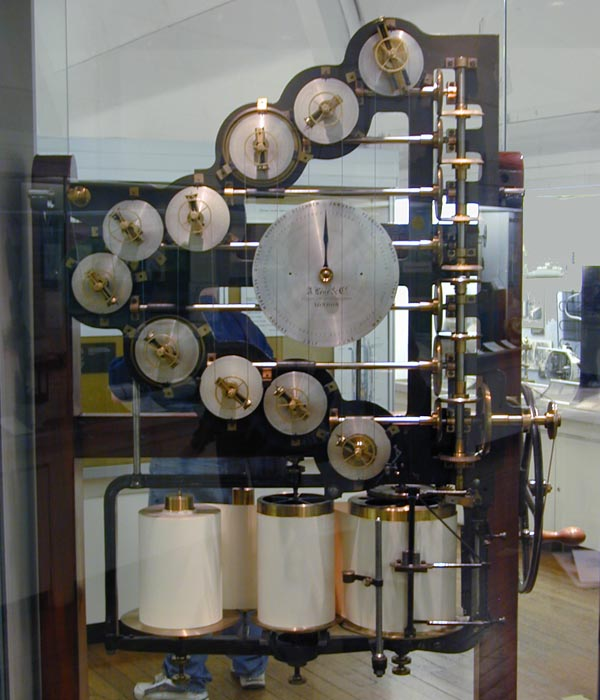
Machine à prévoir les marées à dix composants, 1872-1873, conçue par William Thomson (Lord Kelvin) et fabriquée par Thomson et ses collaborateurs, exposée au Science Museum de Londres.

Une machine à prévoir les marées est un instrument mécanique capable de prédire les heures des marées hautes et basses, ainsi que les variations de leur hauteur.
Construits à la fin du XIXe siècle et au XXe siècle, ces instruments permettent de raccourcir les calculs des marées, complexes et fastidieux. Typiquement, ils produisent des prédictions correctes heure par heure sur au moins une année.

## Fonctionnement
La hauteur de la mer à un endroit précis peut être modélisée sous la forme d'une somme de termes périodiques sinusoïdaux, d'amplitude, fréquence et phase distincts. Ces termes sont liés à la position de la Lune et du Soleil, mais dépendent aussi de l'environnement local (forme de la côte, profondeur, etc.) Une fois les différents paramètres déterminés pour un endroit précis (par observation), il est possible d'estimer la hauteur de la marée en calculant tous les termes pour un temps donné et en les additionnant. Le but d'une machine à marée est de réaliser ce calcul automatiquement.
Plusieurs mécanismes permettent de convertir un mouvement circulaire en un mouvement sinusoïdal, par exemple avec une roue munie d'une cheville décentrée. Cette cheville est placée dans une tige munie d'une rainure ; la tige peut se déplacer verticalement. Lorsque la roue tourne, la tige se déplace verticalement, convertissant le mouvement circulaire en mouvement sinusoïdal de haut en bas. En ajustant la position du centre de la rainure, la distance de la cheville au centre de la roue, la vitesse de rotation de celle-ci et l'angle initial de la cheville, il est possible de simuler l'intégralité d'un terme de marée.
Une machine à marée utilise plusieurs de ces mécanismes afin d'ajouter leurs résultats. Plusieurs méthodes existent pour réaliser cette somme, comme l'utilisation d'engrenages ou d'une corde.

## Historique
La première machine à prévoir les marées est conçue par William Thomson (connu plus tard sous le nom de Lord Kelvin) en 1872-73, avec la collaboration d'Edward Roberts, et construite par Alexander Légé. Il conçoit deux machines similaires, mais plus grandes, en 1876 et 1879. Thomson a introduit dans les années 1860 la méthode permettant de calculer les marées par analyse des harmoniques.
Aux États-Unis, William Ferrel conçoit et fabrique une machine, en 1881-82, avec un fonctionnement différent. Les machines à marées sont améliorées au Royaume-Uni, aux États-Unis et en Allemagne pendant la première moitié du XXe siècle. Elles sont utilisées pour calculer les horaires officiels des marées. Pendant la Première Guerre mondiale, elles sont considérées comme d'une importance militaire stratégique (l'Allemagne construit sa première machine en 1915-16 lorsqu'elle ne peut plus obtenir les données hydrographiques britanniques nécessaire à la bataille de l'Atlantique).
Les machines à prévoir les marées deviennent obsolètes avec l'introduction des ordinateurs, qui permettent de réaliser des calculs similaires. Elles continuent à être utilisées jusque dans les années 1960 ou 1970.